# Вітікаб
Вітікаб (Вітікабій) (д/н — 368) — король алеманів-брисгавів.

## Життєпис
Син Вадомара, короля алеманів. Був доволі молодим, коли його батько 360 року було позбавлено влади за наказом цезаря Флавія Юліана. Формально стає "королем"алеманів-брисгавів. Але тривалий час перебував у римлян як заручник. Лише після смерті Юліана 363 року повернувся до рідних володінь. З 364 або 365 року, незважаючи на обіцянку не нападами на римську територію, в союз з іншим алеманським «королем» Рандоном став здійснювати напади на провінцію Германія Секунда. У відповідь римляни 366 року вдиралися на землі алеманів. Зрештою великий похід очолив імператор Валентиніан I, який 368 року сплюндрував землі брисгавів. Потім слуга Вітікаба, підкуплений римлянами, вбив того.